# زاوية كوب

زاوية كوب في قياس الجنف

زاوية كوب (بالإنجليزية: Cobb angle)‏، نسبة إلى جراح العظام الأمريكي روبرت جون كوب (1903-1967)، كانت تستخدم في الأصل لقياس تشوه المستوى الاكليلي في التصوير الشعاعي الأمامي الخلفي، من أجل تصنيف الجنف. تم تكييفها بعد ذلك لتصنيف تشوه المستوى السهمي أيضا.
عند تقييم تشوه المستوى السهمي، تعرف زاوية كوب بأنها الزاوية بين خط مرسوم موازيا للمستوى العلوي لفقرة واحدة فوق الكسر وخط مرسوم موازيا للمستوى السفلي لفقرة واحدة تحت الكسر. (كما في الشكل)
زاوية كوب هو الأسلوب المفضل لقياس الحداب التالي للرضح (post-traumatic kyphosis).

## راجع أيضا
- العمود الفقري السليم